# Андерисен, Вим (младший)
Виллем Герардюс (Вим) Андерисен (нидерл. Willem Gerardus "Wim" Anderiesen; 2 сентября 1931, Амстердам — 27 января 2017, Херхюговард) — нидерландский футболист, игравший на позиции защитника за амстердамский «Аякс». Сын известного в прошлом капитана «Аякса» и игрока сборной Нидерландов Вима Андерисена - старшего, выступавшего в составе амстердамцев с 1925 по 1940 год.

## Ранние годы
Вим родился 2 сентября 1931 года в Амстердаме в семье Вима Андерисена. В возрасте четырнадцати лет Андерисен младший получил огнестрельное ранение во время стрельбы на площади Дам, в то время он жил на Блой ван Треслогстрат в западной части Амстердама. 7 мая 1945 года он отправился встречать канадских солдат, которые освобождали город от фашистской оккупации. В 15:00 часов, когда площадь Дам была переполнена ликующими людьми, из здания клуба Гроте в сторону многочисленной толпы прозвучали выстрелы, после которых началась паника. Вим побежал в сторону здания магазина Бейенкорф, но получил ранение в области спины, после чего спрятался за фонарным столбом. По словам Вима, к нему подошёл человек и посадил на велосипед, после чего отвёз сначала к отелю на улице Дамрак, а затем в сторону госпиталя Бинненгастхёйс — во время этого пути им встретился джип с немцами, которые открыли в их сторону огонь, после чего скрылись. После прибытия в госпиталь, врач сообщил, что если бы ранение было на несколько сантиметров выше или ниже, то он остался бы полностью парализованным. Фотограф Ханс Сиббеле запечатлел на камеру тот момент, когда Андерисен лежит на носилках. Имя своего спасителя он так и не узнал.

## Клубная карьера
Вим Андерисен - младший был сыном футболиста Вима Андерисена, игрока амстердамского «Аякса» с 1924 по 1940 год. Андерисен - младший пришёл в «Аякс» в пятнадцатилетнем возрасте, сразу после Второй мировой войны в 1946 году. До 1950 года Вим играл за вторую команду «Аякса», а 11 марта 1951 года дебютировал в составе основной команды «Аякса» выйдя на замену в матче против «Хераклеса».
В 1957 году Вим стал чемпионом Нидерландов сезона 1956/1957, это был первый официальный профессиональный чемпионат по футболу в Нидерландах. В 1960 году Вим второй раз в своей карьере стал чемпионом Нидерландов. «Аякс» с «Фейеноордом» в сезоне 1959/1960 набрали одинаковое количество очков по 50, но благодаря тому, что у «Аякса» было на две победы больше чем у «Фейеноорда», чемпионский титул достался амстердамцам.
Последнюю игру за «Аякс» Андерисен - младший провёл 28 мая 1961 года в матче против клуба НОАД, завершившемся победой амстердамцев со счётом 3:0. Всего за «Аякс» Вим в высшем дивизионе Нидерландов с 1956 по 1961 год провёл 143 матчей и забил 1 мяч.
В июле 1961 году Вим был близок к переходу в «Де Графсхап», но всё же перешёл  в СХС из Ден Хага. Его одноклубники по «Аяксу» Ян Франс и резервист Джонни Схап также перешли в СХС.

## Статистика выступлений
| Клуб | Сезон   | Чемпионат Нидерландов | Чемпионат Нидерландов | Кубок Нидерландов | Кубок Нидерландов | Кубок европейских чемпионов | Кубок европейских чемпионов | Итого | Итого |
| Клуб | Сезон   | Игры                  | Голы                  | Игры              | Голы              | Игры                        | Голы                        | Игры  | Голы  |
| ---- | ------- | --------------------- | --------------------- | ----------------- | ----------------- | --------------------------- | --------------------------- | ----- | ----- |
| Аякс | 1950/51 | 5                     | 0                     |                   |                   |                             |                             | 5     | 0     |
| Аякс | 1951/52 | 1                     | 0                     |                   |                   |                             |                             | 1     | 0     |
| Аякс | 1955/56 | 9                     | 0                     |                   |                   |                             |                             | 9     | 0     |
| Аякс | 1956/57 | 34                    | 0                     | 3                 | 0                 |                             |                             | 37    | 0     |
| Аякс | 1957/58 | 32                    | 0                     |                   |                   | 4                           | 0                           | 36    | 0     |
| Аякс | 1958/59 | 30                    | 1                     | 4                 | 0                 |                             |                             | 34    | 1     |
| Аякс | 1959/60 | 34                    | 0                     | 5                 | 0                 |                             |                             | 39    | 0     |
| Аякс | 1960/61 | 4                     | 0                     | 2                 | 0                 | 1                           | 0                           | 7     | 0     |
| Аякс | Итого   | 149                   | 1                     | 14                | 0                 | 5                           | 0                           | 168   | 1     |

## Достижения
- Чемпион Нидерландов: 1957, 1960